# 1988 en Bretagne
 Chronologie de la Bretagne
- 1984
- 1985
- 1986
- 1987
- 1988
- 1989
- 1990
- 1991
- 1992

Cette page recense des événements qui se sont produits durant l'année 1988 en Bretagne.

## Culture
- Inauguration du Quartz, salle de spectacles et centre culturel à Brest.

### Langue bretonne
- Ouverture d'un collège Diwan à Brest[1].